# Clara Guillot
Clara Guillot Aparicio (Barcelona, 23 de abril de 1930-Barcelona, 31 de marzo de 2002) fue una dibujante, retratista y pintora española. Junto a otras artistas, como Montserrat Gudiol, María Asumpció Raventós, Jou Paulet o Elisa Rubió, se distinguió como una de las precursoras de la llamada pintura femenina contemporánea.
Clara Guillot se formó como artista en la Real Academia Catalana de Bellas Artes de Sant Jordi. En los inicios de su carrera, ganó el Primer Premio de Dibujo de la Exposición de Arte Universitario 1954, de Barcelona. Guillot se especializó en el retrato a lápices, interesándose más tarde por la pintura de paisajes, de escenas interiores y de naturalezas muertas. También ejerció como ilustradora. Así, sus dibujos se incluyeron en diversas publicaciones, como los libros: Los Jefes de Vargas Llosa (Editorial Rocas, 1959), que incluía un retrato del escritor, o El rojo y el negro de Stendhal (Ediciones Proa, 1985).
En 1956 realizó su primera exposición individual en la Sala Rovira, donde volvería a exponer en varias ocasiones. En 1962, colgó 34 retratos en la Sala Grifé & Escoda. En 1980, presentó en la Galería Artema, una colección de dibujos hechos con lápices de colores. Todas estas galerías de arte se encontraban en Barcelona, ciudad en la que el artista vivió y trabajó y donde se dio a conocer. Entre las galerías barcelonesas, la Sala Vayreda, fue la que organizó más exposiciones individuales de la pintora: los años 1983, 1988, 1992,  1996, etc. Guillot, además, realizó exposiciones individuales en otros lugares, como por ejemplo, Granollers, Reus, Llafranch, Tarrasa o Madrid. En 1985, realizó una serie de exposiciones en Suiza, donde expuso en la galería de arte La Vague de Ginebra y en la sede de Caran de Ache, en la misma ciudad.
Guillot participó igualmente en muchas exposiciones colectivas. Particularmente relevante fue la exposición de dibujos de 1988 en la Galería de Arte Barcinova, donde estuvo acompañada por Aurora Altisent, Badia Camps, Bosch, y Cesc. En 1992, Guillot fue una de las pintoras seleccionadas por la exposición colectiva realizada en la Sala Rovira, con motivo del 50 aniversario de la sala.
Guillot fue una artista versátil. Hizo dibujos en blanco y negro, dibujos a color, pinturas al óleo, etc. demostrando siempre su dominio del medio y de los recursos. Hizo muchos retratos, de notable semejanza física y con fuerte carga psicológica. A menudo dibujaba a mujeres y niños. También dibujó y pintó paisajes, interiores y bodegones con flores, frutas, etc. Tomaba muchos apuntes del natural. Guillot interpretaba la realidad y la recreaba sin caer en el idealismo o en el irrealismo. Su obra es intimista y poética. Esta particularidad se refleja en la forma en que utiliza el color. Sus trabajos a color son nublados, pálidos, desdibujados. Utiliza los lápices como si fueran colores pastel. Debido a esta singular sensibilidad, y a la lírica y la elegancia que impregna su obra, en alguna ocasión se la ha comparado con el fotógrafo británico David Hamilton.